# 几乎收敛序列
倘若有界实序列{\displaystyle (x_{n})}在每个巴拿赫极限下都得到同一个值{\displaystyle L}{\displaystyle (x_{n})}，则称其为几乎收敛（英語：Almost convergent）到{\displaystyle L}的。
洛仑兹证明了，序列{\displaystyle (x_{n})}几乎收敛当且仅当
{\displaystyle \lim \limits _{p\to \infty }{\frac {x_{n}+\ldots +x_{n+p-1}}{p}}=L}
关于{\displaystyle n}一致成立。
上述极限具体可写为
{\displaystyle (\forall \varepsilon >0)(\exists p_{0})(\forall p>p_{0})(\forall n)\left|{\frac {x_{n}+\ldots +x_{n+p-1}}{p}}-L\right|<\varepsilon .}
几乎收敛的概念是可和性理论中的研究对象，它是不能表示为矩阵可和法的可和法。